# تطوري الفلسفي
تطوري الفلسفي هو كتاب كتبه بيرتراند راسل في عام 1959 والذي يلخص فيه آراءه الفلسفية ويشرح كيف تغيرت على مدار حياته.

## الملخص
يتحدث راسل عن تطوره الفلسفي، فيصف فترته الهيغلية ويتحدث عن الملاحظات غير المنشورة حتى ذلك الوقت عن فلسفة العلوم الهيغلية. بعد ذلك تناول الثورة الثنائية حول هجره للمثالية واعتناقه للمنطق الرياضي الذي تأسس على منطق جوزيبه بيانو. بعد فصلين عن الأسس الرياضية (Principia Mathematica) من 1910 إلى 1913، انتقل إلى مسائل الإدراك كما تعامل معها في معرفتنا عن العالم الخارجي (1914). في أحد الفصول عن "تأثير لودفيغ فيتغنشتاين"، يدرس راسل ما يعتقد أنه لا بد أن يُقبل وما لا بد أن يُرفض في أعمال هذا الفيلسوف. يتحدث عن التغيرات من النظريات الأولى التي تتطلب اعتناق آراء ويليام جيمس أن الشعور ليس مرتبطا بالضرورة وليس أحد صور المعرفة في حد ذاته. في أحد الفصول التوضيحية، يسعى راسل نحو إزالة سوء الفهم والاعتراضات على نظرياته عن علاقة الإدراك بالمعرفة العلمية. يستنتج راسل أنه لا بد من إعادة طباعة بعض المقالات عن فلسفة أوكسفورد الحديثة.